# Freddy Poulsen
Freddy Poulsen (født 22. november 1935, død 24. oktober 2016), også kendt under kunstnernavnet Freddy Fræk, som senere blev ændret til Freddy Fraek, var en dansk sanger, banjospiller, skuespiller, grafiker, skulptør og rumkunstner. Freddy Poulsen blev udlært smed. I 1966 tog han afgangseksamen fra Kunstakademiet i København, hvor han senere var lektor.
Op gennem 1950'erne og 1960'erne var Freddy Poulsen til jazz, men bevægede sig gradvis over til visesang og børnesang, hvor han især blev bemærket for sin glade og ubekymrede tilgang til musikken, hvilket stod i skarp kontrast til tidens spirende politisk prægede protestsangere. Freddy Poulsen medvirkede i både spillefilm og tv-serier. Mest kendt er hans rolle som Frede i tv-serien Sonja fra Saxogade. Freddy Poulsen blev også kendt for at spille på kazoo, og i 1960'erne og de tidlige 1970'ere var han så dominerende på instrumentet, at dette ofte bare blev omtalt som en Freddy Fræk-fløjte.
Fra slutningen af 1970'erne gled musikken stadig mere i baggrunden, og Freddy Poulsen, der nu kaldte sig det internationalt mere mundrette Freddy Fraek, skabte sig en ny karriere som udøvende grafiker og skulptør med flere separat- og gruppeudstillinger, ligesom han har udsmykket offentlige rum i både ind- og udland.
Privat dannede Freddy Poulsen par med den svenske kunstner Gun Gordillo, som har gjort sig bemærket med sine lysskulpturer, der formes og tegnes med neonrør. De mødtes, mens de var lektorer ved Kunstakademiet i København . Freddy har sønnen Jens Bo Fraek, der er belysningsmester og har sat lys til en række danske film- og tv-produktioner. 

## Musikeren Freddy Fræk
I 1955 begyndte Freddy Fræk at spille i Henrik Johansens Jazzband, og mellem 1957 og 1963 var han med som bassist og basunist i Adrian Bentzons Orkester. Fra 1963 og videre i 1960'erne spillede han banjo i Theis-Nyegaard Jazz Band, og sideløbende med det dannede han i 1965 duoen Freddy Fræk og Smukke René sammen med trommeslageren René Stig, der her spillede på vaskebræt.
Med kontrabassisten og mundharmonikaspilleren Finn Jensen og Niels Bødker på vaskebræt dannede Freddy Fræk i 1967 sin trio, Freddy Fræk og hans frækkerter. Freddy Fræk spillede i disse år en uhøjtidelig blues- og skiffle-inspireret musik som akkompagnement til humoristiske og ofte ironiske tekster. Især huskes visen om Henry, drengen på 11, der går rundt på gaden, og leder efter byens bordel, så han kan hente sin fars seler, men i stedet får en lussing af "en dame tyk og stor, med al respekt at melde". 
Men Freddy Fræk berørte også den mere seriøse gren af genren, og sammen med bl.a. Povl Dissing optrådte Freddy Fræk i midten af 1960'erne med traditionel jazz og blues. Senere har han omskrevet bl.a. musik af Thelonious Monk, så den kan spilles på banjo. Om at spille på banjo, fortalte Freddy Fræk i et interview med dagbladet Politiken i 1998:
"Den metalliske lyd fascinerer mig. Hjemme hos mine forældre hørte jeg en blå TONO 78-plade med Peter Rasmussens orkester med en foxtrot, hvor der var banjo med. Der var en lille klukkende lyd i rytmen, den dér lyse banjoklang. Stållyden. Senere fik jeg jo en uddannelse inden for stålet og lavede skulpturer i stål. Og senere har jeg lavet grafik, hvor metal og syre er en del af materialerne". 
I samarbejde med Bent Schærff lavede Freddy Fræk kendingsmelodien Disciplinmarch til radioprogrammet Køreklar , men mest kendt som musiker og sanger er Freddy Fræk for sine indspilninger med børnesange som Den lille frække Frederik, Skorstensfejeren gik en tur og Den lille Ole med paraplyen. Han optrådte ved  børnesøndage på Café Sommersko i København. Freddy Fræk har indspillet flere grammofonplader både i eget navn og sammen med andre musikere, visesangere og folkesangere – bl.a. Trille, Povl Dissing og Cæsar, og hans sange udkommer stadig på nye cd-udgivelser med børnesange.
Blandt Freddy Fræks egne udgivelser kan nævnes:
- 2002 – "Rim remser & sange – for børn" (cd)
- 1979 – "Freddy Fræk" (LP)
- 1979 – "Gøglerens Sang" (LP)
- 1969 – "Her er jeg" (LP)
- 1970 – "Sov dukkelise"/"Lille frække Frederik" (single)
- 1967 – "Skorstensfejeren gik en tur"/"Tinge linge later tinsoldater" (single)
- 1967 – "Damevals"/"Put det i din pose" med Freddy Fræk og hans frækkerter (single)
- 1965 – "Jailhouse"/"Dallas Rag" med Freddy Fræk og Smukke René (single)

I samarbejde med andre sangere og musikere har han bl.a. medvirket på:
- 1979 – "Sange om alverdens dyr" med Trille og Povl Dissing (LP)
- 1972 – "Skorstensfejren gik en tur" med Povl Dissing og Cæsar (LP)

## Kunstneren Freddy Fraek
Med sin baggrund som smed og uddannelsen fra Kunstakademiet koncentrerede Freddy Poulsen sig op gennem 1970'erne i stadig stigende grad om den billedmæssige og skulpturelle side af sit talent, og han vakte i 1981 for alvor opmærksomhed som rumudsmykker med værket "Linie A, Bispetorv, C Selv" i København, der bestod af en overdimensioneret tommestok. Han benyttede igen tommestokken, da han i 1983 udsmykkede undergrundsbanestationen Bandhagen i Stockholm i Sverige med en tommestok i overstørrelse, der kanter sig langs perronen.
Nu benytter han kunstnernavnet Freddy Fraek. Han har haft flere udsmykningsopgaver i Stockholm. Ved et større byfornyelsesprojekt ved Norra Hammarbyhamnen har Freddy Fraek og Gun Gordillo udført en af de største samlede udsmykningsopgaver overhovedet i Stockholms historie. De blev oprindeligt hver for sig inviteret til at indsende forslag til udsmykningen. Så bad komiteen dem kombinere deres forslag til en samlet helhed. 
I Danmark har Freddy Fraek lavet en række skulpturer og udsmykninger. Bl.a. syv større skulpturer til HK i København, stålskulpturen "MHO" til Siemens i Ballerup og "Porta Luma", som er en skulptur i granit, stål og lys til Philips i København. I Frederikshavn har han lavet en monumental stålskulptur, "Vinden", som er placeret på en af byens mest centrale offentlige pladser. 
I begyndelsen af 1990'erne fik Freddy Fraek et internationalt gennembrud som kunstner, da han udstillede på galleri Denise Rene i Paris, som han og Gun Gordillo har været tilknyttet siden 1989. Så fik Freddy Fraek en række internationale udstillings- og udsmykningsopgaver. Freddy Fraek og Gun Gordillo boede 15 år i Paris, inden de atter bosatte sig i Danmark.
Siden 1998 har Freddy Fraek trukket direkte paralleller til sin fortid som udøvende musiker i flere af sine skulpturer, idet han har eksperimenteret med lyden som en del af det kunstneriske udtryk. Ved hjælp af elektromagneter der påvirker hans stålskulpturer, opstår der svingninger og vibrationer i materialet, der frembringer lydeffekter. I 2006 havde Freddy Fraek og Gun Gordilo en fælles udstilling, "Spins and Spells", i galleri Profilen i Århus, hvor Freddy Fraek viste flere af sine kakofoniske arbejder.
Freddy Fraek har haft en lang række udstillinger og udsmykningsopgaver i både ind- og udland. En fuldstændig oversigt henvises til de eksterne link sidst i denne artikel.
Af større offentlige rumudsmykninger kan nævnes:
- 2005 kunstinstallation i landskabet ved Trekroner i Roskilde
- 1996 "Sømærket" ved SFP Pension i København
- 1994 "Jeu de balance" ved Dansk Metal i København
- 1989 "Abnorma" ved Københavns Lufthavn
- 1986 "The inner/outer space" ved Fredericia banegård (sammen med Gun Gordillo)

Freddy Fraek har haft flere udstillinger på gallerier og museer i både ind og udland i mere end 30 år:
- 2006 – galleri Profilen i Århus
- 2001 – Kunstbygnigen i København
- 2000 – Musée de Cambrai i Paris
- 1991 og 2004 – galleri Denise Rene i Paris
- 1989 – Nordjyllands kunstmuseum i Aalborg
- 1985 – galleri Asbæk i København
- 1978 og 1981 – galleri Leger i Malmö
- 1974 – Sønderjyllands kunstmuseum

## Film, fjernsyn og radio
Freddy Fræk har medvirket i både film, fjernsyn og radio. Som skuespiller har han medvirket i to spillefilm og en enkelt reklamefilm for mælk:
- 1971 – "Mælk - det er mig" – 14 minutter lang reklamefilm lavet som minimusical
- 1971 – "Med kærlig hilsen" – af Gabriel Axel
- 1967 – "Jeg er sgu min egen" – af Erik Balling

I fjernsynet:
- 29. august 1970 – medvirkede i "Musikalske venner"[9]
- 2. maj 1970 – medvirkede i "Folklobeat"[9]
- 13. august 1968 – medvirkede i "Povl Dissing Show"[9]
- 1968-1969 – "Sonja fra Saxogade" (tv-serie af Jytte Hauch-Fausbøll)
- "Det flimrer for mit livssyn" med Benny Andersen, Kirsten Walther og Povl Dissing (tv-udsendelse) [10]

Freddy Fræk havde også enkelte gæsteoptrædener i radioen:
- 1. juli 1967 – Freddy Fræk og hans frækkerter medvirker i radioudsendelsen "Jazz, beat og folk" [11]
- 18. august 1967 – Freddy Fræk og hans frækkerter medvirker i radioudsendelsen "Jazzfestival" [11]